# 제이셉
제이셉(J.Seph, 본명: 김태형, 1992년 6월 21일 ~ )은 대한민국의 혼성 그룹 카드의 Ace, 메인래퍼, 리드댄서, 서브보컬을 맡고 있다. 상징문양은 ♠이다.

## 학력
- 제천고등학교 (졸업)
- 한국방송통신대학교 (휴학)

## 활동
2014년 카라의 맘마미아 뮤직비디오에 출연했고, 2015년 구하라의 첫 번째 솔로 미니앨범 ALOHARA의 타이틀곡 《초코칩쿠키》의 랩피처링을 참여했으며 음악방송에도 출연했다.
2016년 12월 4인조 혼성그룹 KARD의 멤버로 데뷔를 했다.
전소민과 함께 2017년 9월 19일에 발매한 《신혼일기2》의 메인 테마송인 ‘이제 우리’의 가창자로 참여했다.
2020년 10월 5일 현역으로 군입대를 했다. 카드의 멤버 중에서 유일하게 병역 의무 대상자이다.

## 음반 활동

### OST
| 음반 정보                                 | 수록곡                     |
| ----------------------------------------- | -------------------------- |
| 신혼일기 2 OST - 발매일 : 2017년 9월 19일 | - 이제 우리 (With. 전소민) |

### 작사·작곡
- 2016년 Oh NaNa - 작사
- 2016년 Don't Recall - 작사
- 2017년 Hola Hola - 작사
- 2017년 Living Good - 작사·작곡

## 음반 외 활동

### 방송
| 연도 | 방송사    | 제목            | 역할   | 날짜     |
| ---- | --------- | --------------- | ------ | -------- |
| 2017 | 아리랑 TV | 《Tour Avatar》 | 게스트 | 4월 24일 |
| 2017 | 아리랑 TV | 《Tour Avatar》 | 게스트 | 5월 1일  |

## 수상 및 후보
| 연도 | 시상식                | 부문             | 작품 | 결과 | 출처  |
| ---- | --------------------- | ---------------- | ---- | ---- | ----- |
| 2019 | 제1회 아임셀럽 어워즈 | 그것만이 내 세상 | 빈칸 | 수상 | [ 4 ] |